# Conistra favrei
Conistra favrei là một loài bướm đêm trong họ Noctuidae.